# Comuna (socialismo)
La comuna es una forma de organización social, política y económica popular de carácter local y participativo donde los individuos gestionan diversas instituciones de autogobierno para cubrir y regular sus necesidades comunes con miras a ser autosuficientes en la medida de lo posible.
Tanto marxistas, como socialistas, anarquistas y otros movimientos de izquierda han visto a la comuna como la base de un modelo de sociedad liberada del capitalismo a través de la democracia participativa.

## La comuna en el marxismo
Karl Marx, en el escrito La Guerra Civil en Francia (1871), promulga los logros alcanzados por la comuna de París y la describe como un prototipo para un gobierno revolucionario futuro.
En la teoría marxista, la comuna es una forma de organización política adoptada durante la primera (o más baja) fase del comunismo denominada socialismo. Las comunas son propuestas como la contraparte proletaria a las formas de gobierno de la llamada «burguesía». En el escrito mencionado Marx explica el propósito y la función de la comuna durante el periodo denominado «dictadura del proletariado»:

La Comuna estaba formada por los consejeros municipales elegidos por sufragio universal en los diversos distritos de la ciudad. Eran responsables y revocables en todo momento.
La mayoría de sus miembros eran, naturalmente, obreros o representantes reconocidos de la clase obrera. La Comuna no había de ser un organismo parlamentario, sino una corporación de trabajo, ejecutiva y legislativa al mismo tiempo..

Marx, Engels, y posteriormente Lenin crearon elementos para definir las características que habrían de tener las comunas en particular dentro del concepto de la «dictadura del proletariado».

## La comuna en el anarquismo
La comuna en el anarquismo se concibe como una organización libre y voluntaria formada para la institucionalización a escala humana de la vida común de los seres humanos.
Los modelos económicos de cada comuna libertaria pueden variar de acuerdo a la voluntad de sus miembros: el mercado puede existir (mutualismo, anarcocolectivismo) como estar ausente (anarcocomunismo). Al no existir el Estado se establecería un mercado libre, aunque los productores pueden asociarse para regular y planificar voluntaria y descentralizadamente la vida económica. De igual manera, las comunas pueden pactar libremente entre sí para cooperación mutua en asuntos de diversa índole, formando federaciones de comunas (así como también otros órdenes superiores voluntarios: regional, nacional, internacional). Bajo este modelo el Estado se reemplazaría por un orden federativo popular de abajo hacia arriba fundamentado en la unión libre de productores y en una «administración simple de asuntos comunes».
Por otra parte, dentro del anarquismo, las comunas representan organizaciones autónomas que confrontan al Estado.

## Movimientos políticos contemporáneos que manejan la idea de la comuna
- Abahlali baseMjondolo
- Municipios Autónomos Rebeldes Zapatistas
- Federación Democrática del Norte de Siria

### Chavismo

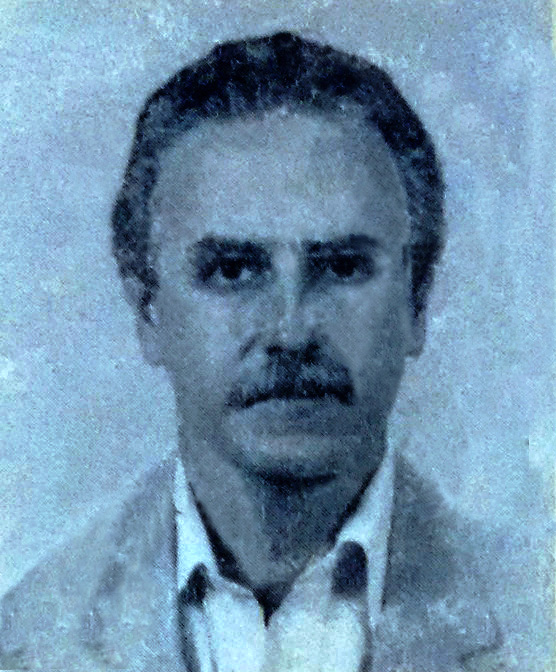
Kléber Ramírez Rojas, ideólogo del Estado comunal en Venezuela.

En Venezuela, el presidente Hugo Chávez, dentro del marco del socialismo del siglo XXI, planteó la construcción de lo que llamó el «Estado comunal», que tuvo entre sus más fuertes antecedentes ideológicos la propuesta del guerrillero venezolano Kléber Ramírez Rojas que llamó «Estado comunero».
La comuna tiene como propósito fundamental la edificación del estado comunal, mediante la promoción, impulso y desarrollo de la participación protagónica y corresponsable de los ciudadanos y ciudadanas en la gestión de las políticas públicas, en la conformación y ejercicio del autogobierno por parte de las comunidades organizadas, a través de la planificación del desarrollo social y económico, la formulación de proyectos, la elaboración y ejecución presupuestaria,  la  administración y gestión de las competencias y servicios que conforme al proceso de descentralización, le sean transferidos, así como la construcción de un sistema de producción, distribución, intercambio y consumo de propiedad social, y la disposición de medios alternativos de justicia para la convivencia y la paz comunal, como tránsito hacia la sociedad socialista, democrática, de equidad y justicia social.
Según la Ley Orgánica de las Comunas, este término es utilizado para denominar al espacio socialista que, como entidad local, es definida por la integración de comunidades vecinas con una memoria histórica compartida, rasgos culturales, usos y costumbres, que se reconocen en el territorio que ocupan y en las actividades productivas que le sirven de sustento, y sobre el cual ejercen los principios de soberanía y participación protagónica como expresión del poder popular, en concordancia con un régimen de producción social y el modelo de desarrollo endógeno y sustentable, contemplado en el Plan de Desarrollo Económico y Social de la Nación.
De acuerdo con Chávez el sistema económico comunal se debe desarrollar a través de distintas formas de organización socioproductiva como empresas de propiedad social (EPS), unidades familiares, grupos de intercambio solidario y demás formas asociativas para el trabajo.
En 2009, tras la derrota sufrida por el chavismo en el referéndum constitucional de Venezuela de 2007 en el cual se pretendía incluir como una institución a las comunas, se crea el Ministerio del Poder Popular para las Comunas. Las comunas en Venezuela están regidas por la Ley Orgánica de las Comunas y la Ley Orgánica del Sistema Económico Comunal.